# عالم حاسوب
عالم الحاسوب هو العالِم الذي يكون مجال علمِه في علم الحاسوب، من خلال دراسة النظريات الأساسية للحاسوب والمعلومات وتطبيقاتهما المختلفة.
على عكس مهندس الحاسوب، يهتم علماء الحاسوب في دراستهم وأبحاثهم بشكل رئيسي على الجانب النظري للحاسوب.